# Клеопатра III
Клеопатра III (грч. Κλεοπάτρα, 161-101. године п. н. е.) била је краљица хеленистичког Египта из династије Птолемејида од 142. до 101. п. н. е..
Била је ћерка Птолемеја VI Филометора и Клеопатре II. После очеве смрти 145. п. н. е. њен брат Птолемеј VII је постао нови владар вољом Клеопатре која је деловала као регент. С друге стране, њен стриц Птолемеј VIII Фискон покушао је да се наметне за владара. Прво је убио Птолемеја VII и оженио се сестром Клеопатром II, а затим, како би сузбио утицај Клеопатре II, оженио се својом синовицом Клеопатром III 142. п. н. е. Клеопатра родила је Птолемеју Фискону бројно потомство: Птолемеја IX Латира, Птолемеја X Александра I, Клеопатру IV, Клеопатру Трифену и Клеопатру Селену I.
Птолемеј VIII Фискон је преминуо 116. п. н. е. и тестаментом је одредио Клеопатру III за наследницу при чему је требало за савладара да узме једног од синова. Иако је Клеопатра желела да за савладара узме Птолемеја Александра, становници Александрије су отворено били за старијег сина, Птолемеја Латира, који је у то време био управник Кипра. Затим је Птолемеј Латир завладао као Птолемеј IX, али је Клеопатра већ 110. изазвала његово свргавање и произвела Птолемеја Александра за владара. Међутим, Клеопатра је и после тога подстицала ривалитет између синова који су се смењивали на престолу и 109. и затим 107. п. н. е. На крају, Птолемеј X Александар I је 101. наредио погубљење Клеопатре како би осигурао свој владарски положај.

## Породично стабло
|  |                          |  |  |  |  |  |  |  |  |  |  |  |  |  |  |  |
|  | 2. Птолемеј VI Филометор |  |  |  |  |  |  |  |  |  |  |  |  |  |  |  |
|  |                          |  |  |  |  |  |  |  |  |  |  |  |  |  |  |  |
|  |                          |  |  |  |  |  |  |  |  |  |  |  |  |  |  |  |
|  | 1. Клеопатра III         |  |  |  |  |  |  |  |  |  |  |  |  |  |  |  |
|  |                          |  |  |  |  |  |  |  |  |  |  |  |  |  |  |  |
|  |                          |  |  |  |  |  |  |  |  |  |  |  |  |  |  |  |
|  | 3. Клеопатра II          |  |  |  |  |  |  |  |  |  |  |  |  |  |  |  |
|  |                          |  |  |  |  |  |  |  |  |  |  |  |  |  |  |  |
|  |                          |  |  |  |  |  |  |  |  |  |  |  |  |  |  |  |